# Scheidingsfilter

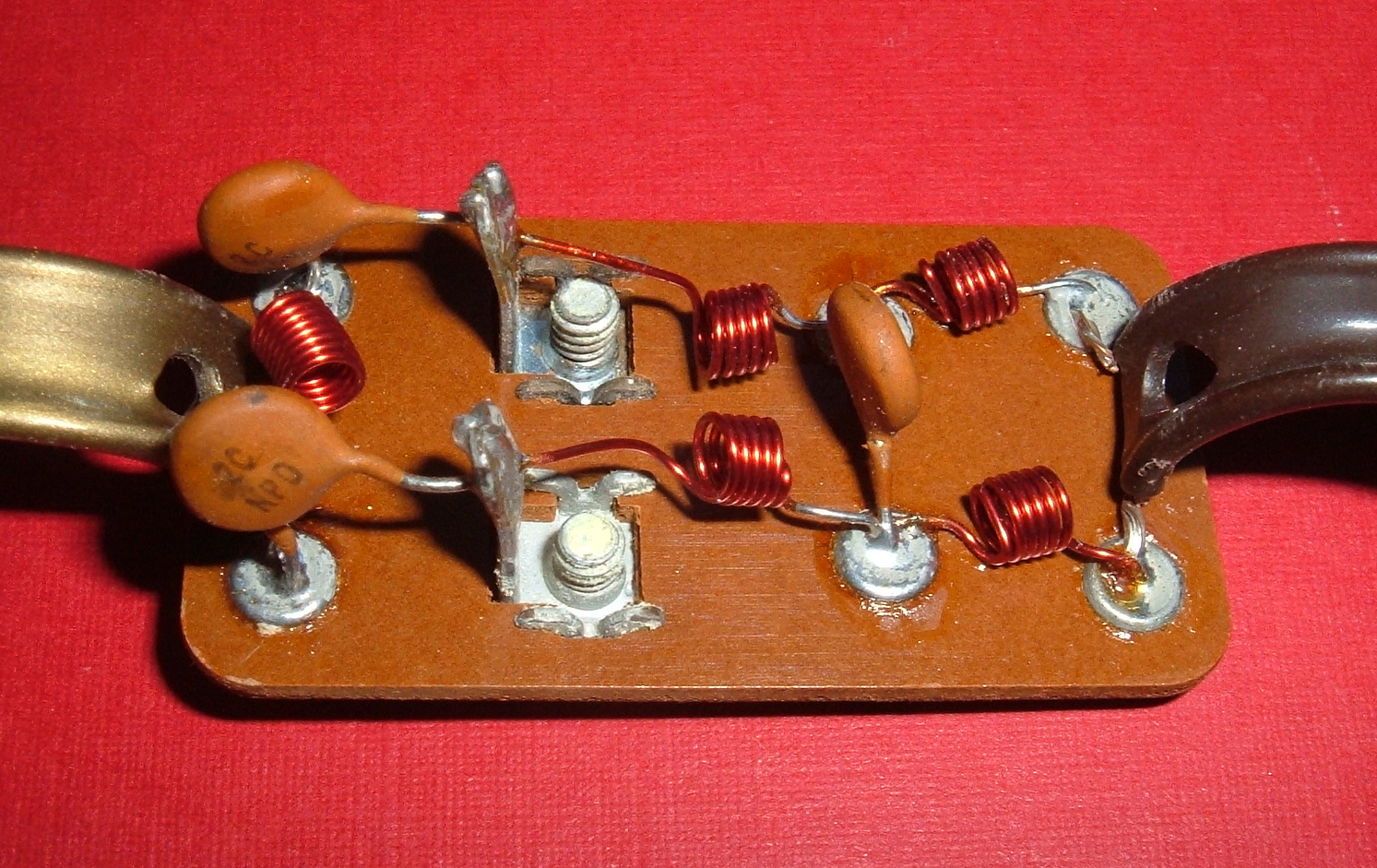
Televisiesignaalsplitser bestaande uit een high-pass filter (links) en een low-pass filter (rechts)

Een scheidingsfilter is een filter dat een signaal in twee frequentiecomponenten scheidt.
In een luidsprekerbox zorgt een scheidingsfilter er bijvoorbeeld voor dat het signaal uit de versterker gescheiden wordt in verschillende frequentiegebieden zodat de lagetonenluidspreker (woofer) alleen signalen beneden een bepaalde frequentie krijgt en de hogetonenluidspreker (tweeter) alleen erboven. Scheidingsfilters worden gebruikt in multi-luidspreker boxen. Het scheidingsfilter is een toestel dat het ingangssignaal volgens de verschillende frequenties verdeelt naar de verschillende luidsprekers. Elke luidspreker: woofer, midwoofer en tweeter zal de frequentiebereiken ontvangen waarvoor hij ontworpen is. Zodus wordt de vervorming en de interferentie tussen de luidsprekers gereduceerd. Het ideale scheidingsfilter heeft geen overlapping van het signaal dat naar de verschillende luidsprekersystemen wordt gestuurd. Maar dit is in de praktijk onmogelijk te bereiken met standaard analoge filters.

## Passief of actief

Een passief scheidingsfilter (crossover)

Een actief scheidingsfilter (crossover)

- Een passief scheidingsfilter is een elektronisch circuit dat gebruikmaakt van condensatoren, weerstanden, en spoelen. Deze delen splitsen het signaal in individuele frequentiebereiken voordat ze naar de luidsprekers worden toegevoerd. Deze filters scheiden een elektrisch signaal op in meerdere kleinere banden. Een twee-wegfilter scheidt het oorspronkelijke signaal op in een laag-doorlaat en een hoog-doorlaat. Filters met drie wegen hebben ook nog een band-doorlaat. Resultaat is dat bijvoorbeeld een hogetonenluidspreker of tweeter beschermd is voor schadelijke lage tonen en dat de vervorming minimaal is. De filtering vindt hoofdzakelijk plaats door een combinatie van spoelen en condensatoren. Bij een spoel neemt de impedantie toe naarmate de frequentie toeneemt, waardoor hoge tonen steeds minder doorgelaten worden. Bij een condensator neemt de impedantie juist af naarmate de frequentie stijgt, waardoor lage tonen hier niet doorheen kunnen. Een passief scheidingsfilter heeft geen uitwendige voeding nodig. Passieve scheidingsfilters worden meestal geïnstalleerd in luidsprekerboxen en zijn het meest gebruikte type scheidingsfilter voor huis en laagvermogen gebruik.

- Een actief scheidingsfilter is een elektronisch filter dat het signaal splitst in individuele frequentiebereiken voordat ze aan de versterker worden toegevoerd. Dit veronderstelt een versterker voor elk filter. Een actief scheidingsfilter heeft dus steeds een uitwendige voeding nodig.

## Steile filtering
Uitgebreide filters kunnen werken met een steile filtering. Wanneer bijvoorbeeld een basfilter, dat voornamelijk lage tonen doorlaat enkel een spoel (in serie) bevat, zal een afname van de hoge tonen plaatsvinden met 6 decibel per octaaf. Dit wordt een eerste orde filter genoemd. Wanneer in de signaalweg tussen versterker en luidspreker achter deze spoel een condensator (parallel) wordt geplaatst ontstaat een tweede orde filtering. Deze heeft een flanksteilheid van 12 dB per octaaf. Bij een derde orde filter staat er weer een (serie)spoel achter de condensator in de signaalweg. Een vierde orde filter heeft daar achter weer een condensator tussen de + en de - (parallel) en filtert met 24 dB per octaaf.
De complexiteit zit hem in het feit dat wanneer er een filter gebruikt wordt bij een luidspreker er faseverschuivingen optreden. Dit komt doordat een spoel vertragend werkt op een signaal, terwijl een condensator juist voor het voor-ijlen van een signaal zorgt.
Ook corrigeren filters door middel van weerstanden de rendementsverschillen tussen de luidsprekers en zijn er schakelingen om bepaalde oneffenheden in de frequentiekarakteristiek vlakker te maken. In sommige filters zitten componenten voor fasecorrectie of impedantiecorrectie (nodig bij heftige pieken voor gebruik voor minder stabiele versterkers)